# LuxX
Pour les articles homonymes, voir Luxx.
Le LuxX est le principal indice boursier de la Bourse de Luxembourg. Son code ISIN est LU0916824781.
L'indice est créé le 4 janvier 1999 avec 1 000 points de base.

## Composition
Au 21 juillet 2014, l'indice se composait des titres suivants, :
| Société            | Secteur                   | Poids indiciel au 02/01/18 (en %) | Entrée dans l'indice |
| ------------------ | ------------------------- | --------------------------------- | -------------------- |
| Aperam             | Matériaux                 | 15,90                             | 31 janvier 2011      |
| ArcelorMittal      | Matériaux                 | 20,00                             | 18 février 2002      |
| Brederode          | Finance                   | 4,27                              | 21 juillet 2014      |
| Luxempart          | Finance                   | 3,46                              | 10 juin 1988         |
| Reinet Investments | Finance                   | 15,57                             | 21 octobre 2008      |
| RTL Group          | Consommation cyclique     | 19,46                             | 24 juin 1975         |
| SES                | Consommation cyclique     | 20,00                             | 6 juillet 1998       |
| Socfinaf           | Consommation non cyclique | 0,71                              | 18 avril 1966        |
| Socfinasia         | Consommation non cyclique | 0,63                              | 23 janvier 1974      |

## Historique de la composition
La composition de l'indice a connu les évolutions suivantes :
- 3 janvier 2011 : introduction de la société luxembourgeoise Socfinasia (2,15 %) ; la composition du LuxX passe de 10 à 11 titres.
- 1er mars 2011 : introduction des actions APERAM (14,33 %), société issue de la scission entre ArcelorMittal et sa branche d’aciers inoxydables ; la composition du LuxX passe de 11 à 12 titres.
- 2 janvier 2012 : retrait des actions de la société Dexia (0,34 %) ; le LuxX revient à 11 titres.
- 1er avril 2013 : modification des critères de sélection des titres (fin de la distinction entre actions luxembourgeoises et actions étrangères, notamment).
- 24 février 2014 : retrait des actions BIP Investment Partners (1,34 %) ; la composition du LuxX passe de 11 à 10 titres.

## Historique des performances annuelles
| année          | Indice au 31 décembre | Variation (%) |
| -------------- | --------------------- | ------------- |
| 4 janvier 1999 | 1000                  | -             |
| 1999           | 1397                  | +39,7 %       |
| 2000           | 1388                  | –0,7 %        |
| 2001           | 1116                  | –19,6 %       |
| 2002           | 790                   | –29,2 %       |
| 2003           | 1019                  | +29,0 %       |
| 2004           | 1292                  | +26,8 %       |
| 2005           | 1637                  | +26,7 %       |
| 2006           | 2177                  | +33,0 %       |
| 2007           | 2419                  | +11,1 %       |